# 亞丁灣偽大眼鮋
亞丁灣偽大眼鮋，為輻鰭魚綱鮋形目鮋亞目鮋科的一種深海魚類，其种加词“adenensis”意为“亚丁湾的”。分布於印度太平洋南非、馬達加斯加、澳洲、新喀里多尼亚、萬那杜、斐濟海域，棲息深度139-736公尺，體長可達10公分，棲息在底中層水域，生活習性不明。